# Justicia galapagana
Justicia galapagana é uma espécie de planta da família Acanthaceae. É endémica do Equador.